# Antsirabe
Antsirabe  je treći grad po veličini sa svojih 176 933 stanovnika na Madagaskaru, glavni grad Regije Vakinankaratra u Provinciji Toamasina.

## Povijest
Antsirabe je za kolonijalnog doba pod francuskom upravom kao Madagaskarski Vichy zbog brojnih termalnih izvora i obilja izvora. Blagodeti Antsirabea otkrila su dva Norveška misionara u 19. st. oni su privukli u Antsirabe mnoge poznate osobe i brojne vladare koji su tu liječili svoje reume. U Antsirabeu je godinu dana živio marokanski sultan Muhamed V. i njegov sin, budući kralj Hasan II. kad je prognan iz zemlje 1954.

## Zemljopisne i klimatske karakteristike
Antsirabe se nalazi na centralnoj visoravni Madagaskara, na padinama planina Ankaratra, ispod drugog vrha po visini u Madagaskaru Tsiafajavona. Grad i okolica bogata je termalnim izvorima, ostatcima nekadašnje vulkanske aktivnosti, oni su zajedno s nadmorskom visinom od 1540 metara, glavni razlog za razvoj mjesta od 1923. kao lječilišno - ladanjskog grada.
Antsirabe je udaljen oko 167 km u pravcu jugozapada od glavnog grada Madagaskara Antananarivo.
Antsirabe ima oceansku klimu - gotovo umjerenu kontinentalnu klimu (nešto poput ugodnog proljeća), koja je puno ugodnija od obalnog dijela Madagaskara koji ima tropsku. Zimi temperature mogu pasti na 0 °C.

## Transport, Gospodarstvo
Grad ima Aerodrom Antsirabe (IATA: ATJ, ICAO: GMEF) s glavnim gradom Antananarivo povezan je željezničkom prugom -Tananarive-Antsirabe po kojoj danas voze samo teretni vlakovi i nacionalnim putem 7, koji se produžuje na jug do gradova Fianarantsoa i Toliara.
Antsirabe je poznat po rikšama, kojih ima u srazmjeru s brojem stanovnika - najviše u zemlji, a koje su se pojavile na početku 20. st. kad je građena željeznička pruga Tananarive-Antsirabe, tad su rikše korištene za prijevoz ne samo ljudi već i potrebnog materijala.
Antsirabe je važni industrijski centar Madagaskara u njemu su smještena neka od najvećih madagaskarskih poduzeća Tiko (hrana), Star Brasseries (pića), Cotona (tekstil) i Kobama (žitarice) i tvornica duhana. Okolica Antsirabe je voćarsko (jabuke, grožđe) - stočarski kraj (mliječni proizvodi, svinje, perad).

## Gradovi prijatelji
- Stavanger[3]
- Montluçon[4][5]

## Vanjske poveznice
- Antsirabe na Encyclopædia Britannica (engl.)